# Alouette 2
Alouette 2 fue un satélite artificial canadiense lanzado el 29 de noviembre de 1965 mediante un cohete Delta desde la Base Aérea de Vandenberg.

## Objetivos
La misión de Alouette 2 era realizar estudios sobre la ionosfera. Tomó datos en paralelo a Explorer 31.

## Características
El satélite se estabilizaba mediante giro (a 2,25 revoluciones por minuto) y disponía de un receptor de VLF, un experimento de partículas energéticas, un experimento de ruido cósmico y una sonda electrostática. Usaba dos antenas dipolo (de 73  y 22,8 m) para alimentar los diversos experimentos. El satélite no disponía de grabadora de datos, por lo que estos sólo podían ser recogidos cuando había una estación receptora en la línea de visión. La recogida de datos inicialmente ocupaba unas 8 horas por día, pero la degradación del sistema eléctrico del satélite redujo la recogida de datos a cerca de media hora por día hacia mediados de 1975.